# Vodka martini
Vodka martini je koktajl, ki je po načinu priprave podoben navadnemu martiniju, le da se namesto gina uporabi vodka. Pripravimo ga tako, da v posodo za mešanje koktajlov nalijemo vodko in vermut, dodamo kocke ledu ter vse skupaj premešamo ali pretresemo. Razmerje med vodko in vermutom je od 1:1 do 3:1. Koktajl (brez ledu) nato nalijemo v poseben kozarec, ki ga okrasimo z olivo ali rezino limone.
Nekateri ljubitelji martinija vztrajajo, da se pijači ne bi smelo reči martini, saj da je ta lahko narejen izključno z ginom.
Vodka martini je širše znana kot priljubljena pijača literarnega junaka Jamesa Bonda, ki jo v zgodbah naroča z znamenito frazo »pretresen, ne premešan«.